# 龍華寺 (広島県世羅町)

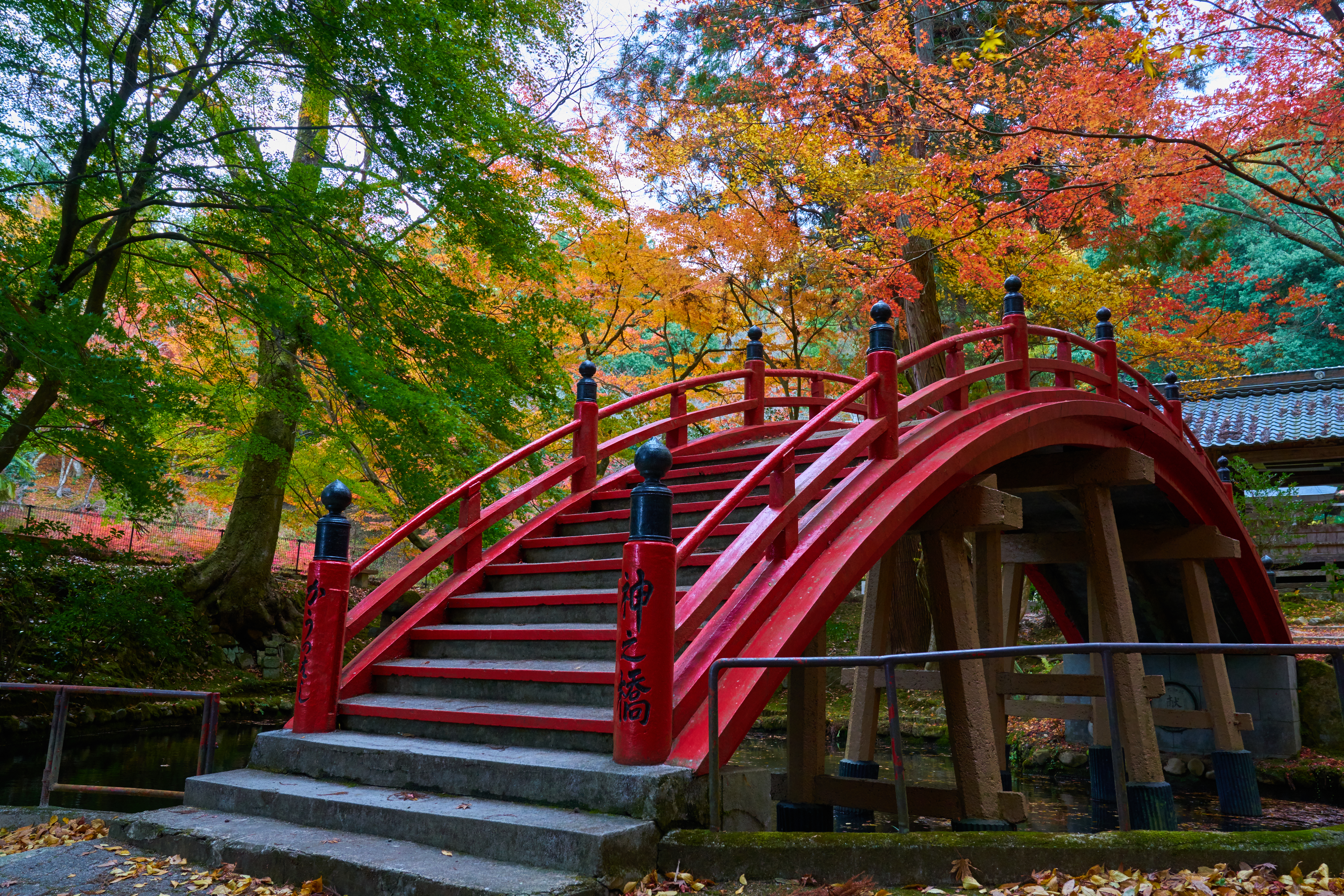
参道から拝殿に続く太鼓橋

龍華寺（りゅうげじ）は、広島県世羅郡世羅町にある政所寺院。真言宗醍醐派の別格本山である。山号は今高野山（いまこうやさん）。瀬戸内三十三観音霊場第二十九番札所。

## 概要
寺伝では空海の開基という。鎌倉時代に、紀州高野山領大田荘の政所寺院として栄え、往事には総門から続く参道脇に12の支院が存在した。現在は安楽院と福智院の2院のみが残っている。
国の重要文化財である木造十一面観音像が保管されている他、今高野山総門、粟島神社鳥居、結界石などが県指定文化財に指定されている。

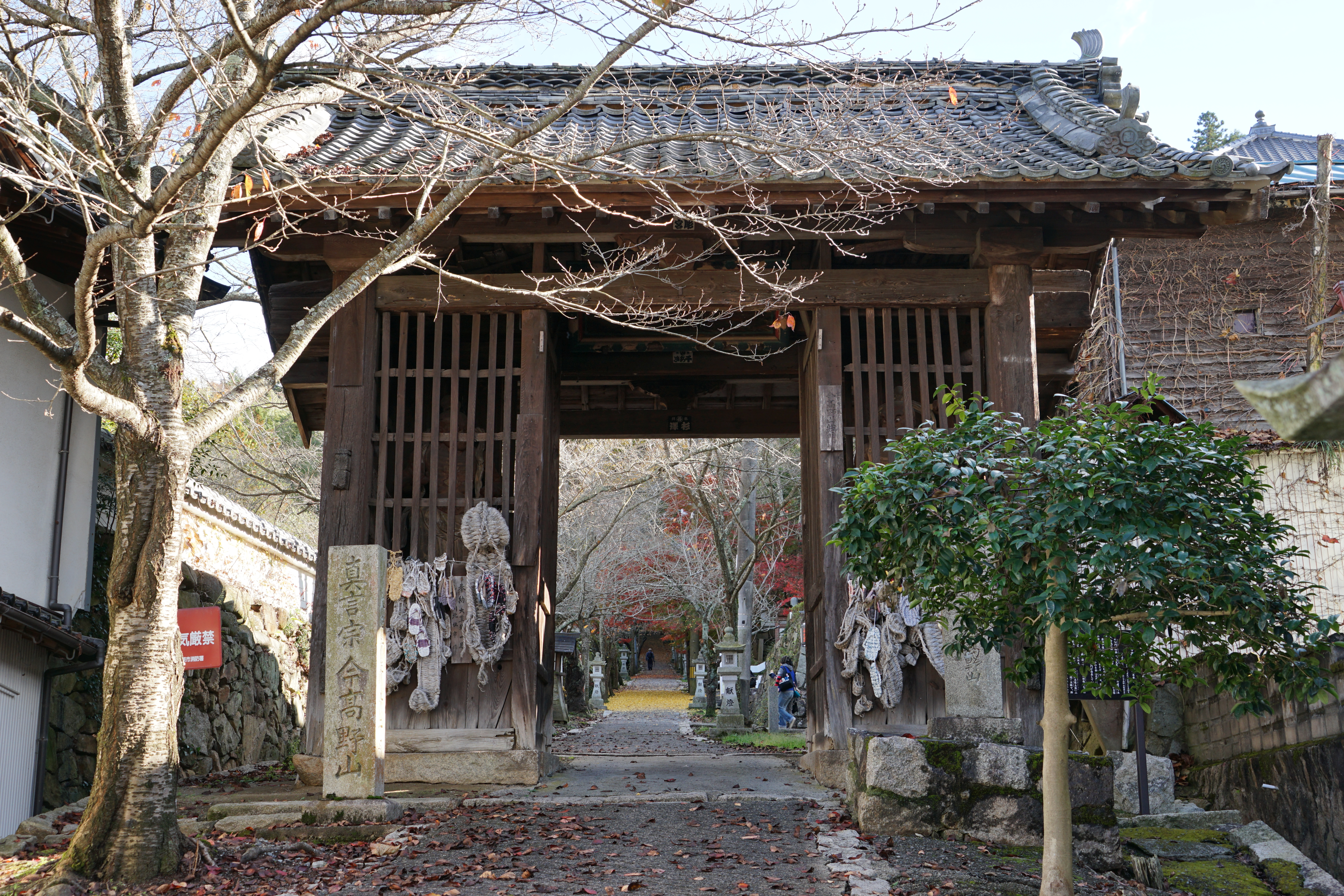
今高野山総門
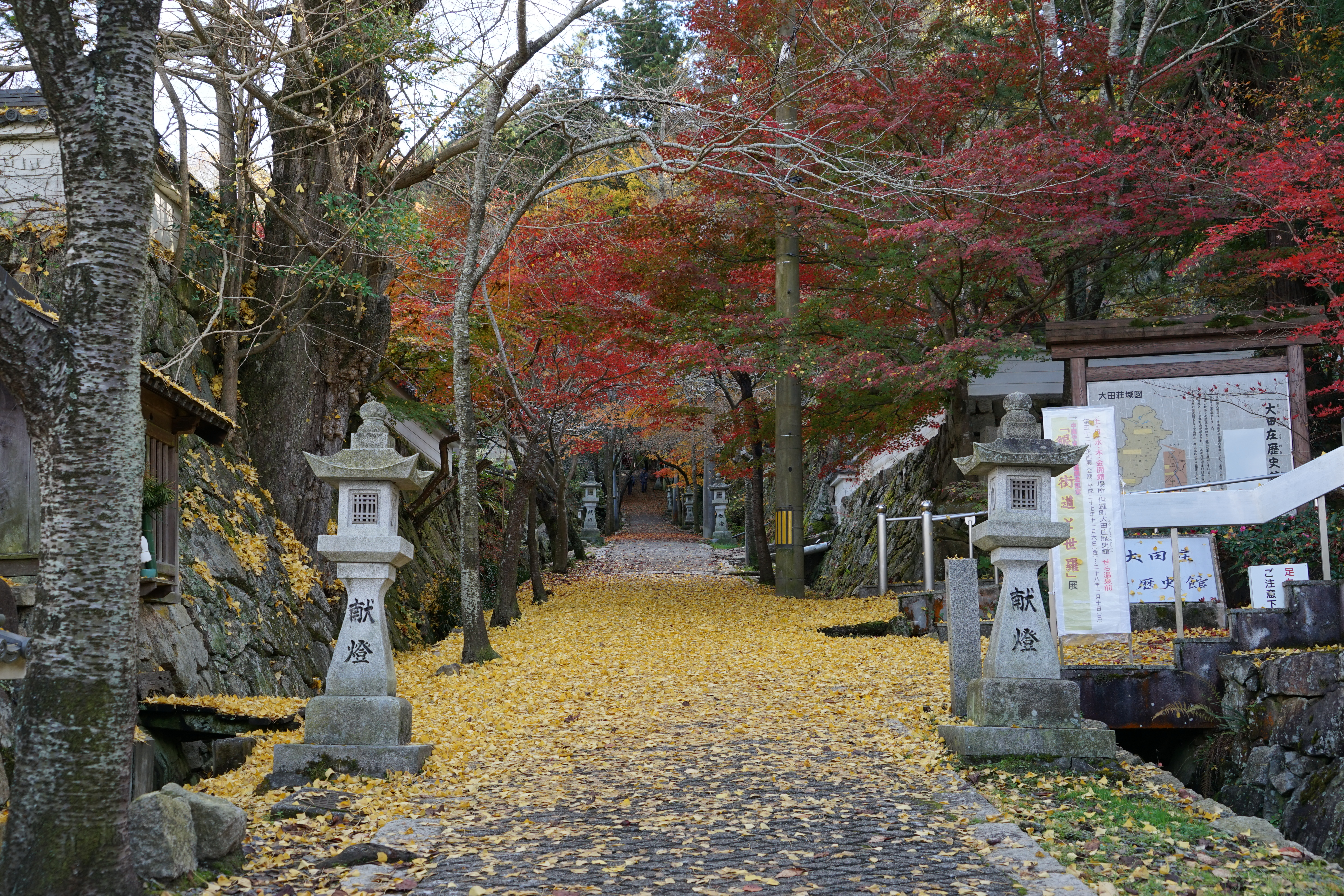
総門から拝殿に至る参道。かつては両脇に12の支院が存在したが、現在残っているのは2院のみである。
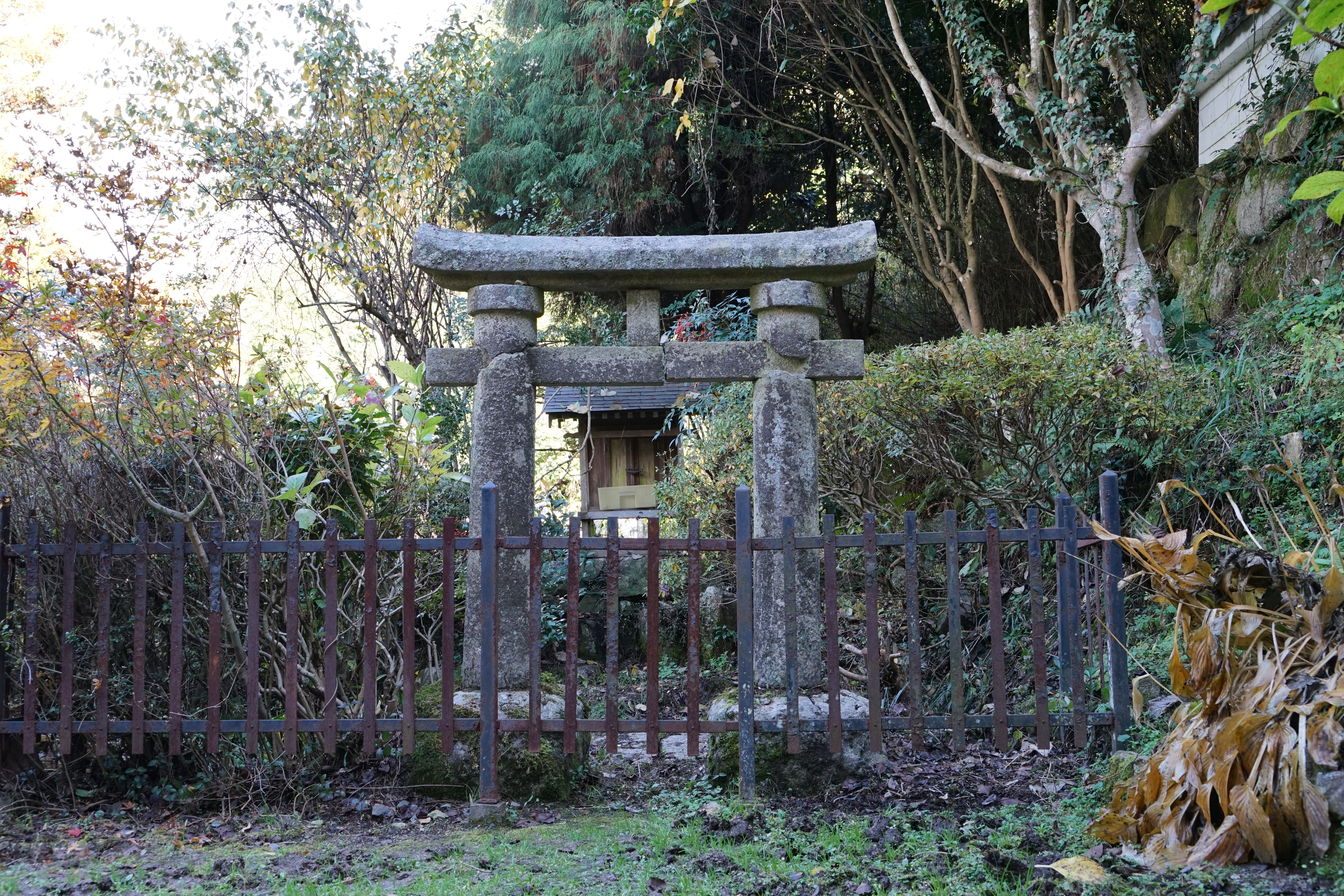
粟島神社鳥居。古式の鳥居で、右石柱裏面に「康暦二年二月十三日」（1380年2月13日）の銘がある。

## 文化財

### 重要文化財（国指定）
- 木造十一面観音立像 2躯

### 県指定文化財
- 今高野山総門
- 粟島神社鳥居
- 結界石

## 交通
- JR福塩線 備後三川駅からバス約20分
- 尾道自動車道 世羅ICから約7分
- 山陽自動車道 尾道・三原久井の各ICから約30分・河内ICから約40分
- 中国自動車道 三次ICから約40分

## 前後の札所
瀬戸内三十三観音霊場
28 満福寺 -- 29 龍華寺 -- 30 善昌寺